# Hautot-le-Vatois

Hautot-le-Vatois este o comună în departamentul Seine-Maritime, Franța. În 1 ianuarie 2022 avea o populație de 334 de locuitori.